# Hibiscus erodiifolius
Hibiscus erodiifolius är en malvaväxtart som beskrevs av Bénédict Pierre Georges Hochreutiner och Humbert. Hibiscus erodiifolius ingår i Hibiskussläktet som ingår i familjen malvaväxter. Inga underarter finns listade i Catalogue of Life.